# London Has Fallen
London Has Fallen (Londres Bajo Fuego en Hispanoamérica y Objetivo: Londres en España) es una película estadounidense dirigida por Babak Najafi y escrita por Creighton Rothenberger, Katrin Benedikt, Christian Gudegast y Chad St. John. Es la secuela de Olympus Has Fallen. La película es protagonizada por Gerard Butler, Aaron Eckhart y Morgan Freeman.

## Sinopsis
La historia comienza en Pakistan, donde el traficante de armas y líder terrorista pakistaní Aamir Barkrawi (Alon Moni Aboutboul) es descubierto como el cerebro que está detrás de varios atentados alrededor del mundo, por lo que el servicio de inteligencia de EE.UU lanza un ataque aéreo contra su complejo y supuestamente mata a Barkrawi junto con su familia. Dos años más tarde, Mike Banning (Gerard Butler), agente del Servicio Secreto del Presidente Asher (Aaron Eckhart), está esperando su primer hijo con su esposa Leah (Radha Mitchell), planeando dejar el servicio secreto porque lo considera demasiado peligroso. Mientras tanto, Barkrawi (que ha sobrevivido al ataque aéreo) se reúne con su hijo Kamran en Yemen para planear su venganza.
Asher se entera de que el Primer Ministro Británico, James Wilson, ha muerto. Junto con Mike y la jefa del Servicio Secreto, Lynn Jacobs (Angela Bassett), viajan a Londres con objeto de asistir a su funeral, junto con otros líderes mundiales. A medida que los líderes mundiales van llegando, Barkrawi inicia su ataque. Un mercenario disfrazado de policía coloca una bomba que destruye la limusina del Primer Ministro de Canadá a su paso por Trafalgar Square, matándolo junto con su esposa. El Primer Ministro Japonés muere ahogado después de que su coche caiga al agua luego de que los terroristas destruyeran el Puente de Chelsea con furgonetas bomba. El presidente francés muere por la explosión de su yate en el río Támesis, causando daños al Big Ben. El primer ministro italiano muere después de que un terrorista disfrazado de fraile detonase una bomba que derriba una de las torres de la Abadía de Westminster. Por último, la canciller alemana muere durante un tiroteo con mercenarios disfrazados de guardias reales a las puertas del Palacio de Buckingham. A su vez, el presidente Asher y su séquito son tiroteados por mercenarios disfrazados de policías. Ambas partes sufren grandes bajas antes de que Banning sacase a Asher, robando un vehículo, y viéndose involucrado en una agitada huida por las calles de Londres.
Asher, Banning y Jacobs logran llegar al punto de extracción y subirse a bordo del Marine One para despegar. Sin embargo, los terroristas abaten al helicóptero presidencial y a los dos señuelos con misiles Stinger. Asher y Banning sobrevivien, pero Jacobs muere minutos después. Asher y Banning huyen por las calles de Londres, encontrándose con un mercenario disfrazado de policía al que Banning deja fuera de combate. Los dos se meten en el metro de Londres, donde Asher descubre que lo quieren vivo para ejecutarlo por televisión como propaganda, y le ordena a Mike que lo mate si es necesario para evitar que eso suceda. A medida que se mueven por la ciudad, intentan contactar con el vicepresidente Allan Trumbull (Morgan Freeman) y le envían un mensaje para hacerle saber que se dirigen a una casa segura del MI6. El personal de la Casa Blanca recibe una llamada amenazante de Barkrawi revelando que él es el cerebro de la trama y que su deseo es vengarse. También descubre, por medio de Kevin Hazard (Colin Salomon), jefe de Scotland Yard, que el Primer Ministro Británico murió asesinado con veneno, lo que hace sospechar que el asesinato era una vía para atraer al resto de líderes mundiales y atacarlos a todos a la vez. Con la ciudad bloqueada, llegan a la casa segura donde se encuentran con la agente del MI6 Jacquelline " Jax" Marshall (Charlotte Riley). Jax utiliza su ordenador para determinar la participación de Barkrawi y reproduce un mensaje de Trumbull confirmando que enviarían ayuda. Mediante las cámaras de seguridad ven que un equipo de Delta Force se acerca para rescatar a Banning y Asher. Sin embargo, Banning se da cuenta de que no están sudando después de correr con todo el peso del equipo por la ciudad. Sabiendo que los terroristas pueden tener un topo dentro del gobierno británico, Jax llama a Scotland Yard para coordinarse con las autoridades, dando pistas falsas, mientras que Banning elimina a los terroristas en el edificio. Banning y Asher toman un vehículo para dirigirse a la embajada de Estados Unidos, pero son emboscados en el camino y Asher es secuestrado por los terroristas.
Asher es llevado a un edificio en construcción que es utilizado como base de operaciones por los terroristas. Allí, Kamran planea ejecutar a Asher en video retrasmitido a todo el mundo en directo. Mientras tanto, Banning se encuentra con un comando del SAS y atacan la base terrorista. Con millones de personas viéndolo en todo el mundo, Kamran golpea violentamente a Asher, mientas este recita el juramento presidencial. Cuando está a punto de decapitarlo, aparece Banning disparando contra los terroristas de la sala y sacando a Asher por el hueco de un ascensor, segundos antes de que el SAS detonase bombas en el edificio, a pedido de Banning, lo que mata a Kamran (quien había logrado huir) y a todos los terroristas. Jax descubre que el traidor es el mismísimo jefe de inteligencia del MI6, John Lancaster (Patrick Kennedy), y lo mata cuando intentaba huir.
Barkawi intenta huir de su casa en Yemen, pero es localizado por un dron estadounidense. Trumbull, que está dirigiendo la operación, llama a Barkawi y le hace saber lo que está a punto de hacer. Le pide que mire por la ventana y cuelga. Barkawi, sabiendo que esta vez no tiene escapatoria, observa como un misil, lanzado desde el dron, se dirige hacia su casa, con la que acaba impactando y acabando con la vida del terrorista. Dos semanas después del ataque a Londres se reconstruye la ciudad, al final Banning y su esposa Leah tienen una bebé a la cual llaman Lynne.

## Reparto
- Gerard Butler como el Agente Mike Banning.
- Aaron Eckhart como el presidente de Estados Unidos Benjamin Asher.
- Morgan Freeman como el vicepresidente Allan Trumbull.
- Angela Bassett como la jefa de seguridad Lynne Jacobs.
- Robert Forster como el jefe del estado mayor conjunto General Edward Clegg.[1]
- Melissa Leo como la Secretaria de Defensa Ruth McMillan.
- Radha Mitchell como la doctora Leah Banning, la esposa de Mike.
- Jackie Earle Haley como Mason.
- Sean O'Bryan como Ray Monroe.
- Mehdi Dehbi como Sultan Mansoor.
- Alon Aboutboul[1] como Amir Barkrawi.
- Charlotte Riley[1] Jaquelline "Jax" Marshall, agente del MI6.
- Waleed Zuaiter[1] Kamran Barkrawi hijo y subcomandante de Barkrawi.

## Producción
Gerard Butler, Morgan Freeman, Aaron Eckhart, Angela Bassett y Radha Mitchell regresarán para la secuela. La producción iba a empezar en mayo de 2014 en Londres. El director Antoine Fuqua no regresó por su compromiso con The Equalizer. El 1 de mayo de 2014, se anunció que Focus Features había adquirido los derechos de distribución para la secuela y que se estrenaría el 2 de octubre de 2015. El 18 de agosto de 2014, se anunció que el director Fredrik Bond reemplazaría a Fuqua, pero Bond dejó la película el 18 de septiembre, seis semanas antes que empezara la filmación. El 28 de septiembre, el director Babak Najafi firmó para dirigir la película. El 10 de octubre, Jackie Earle Haley se unió a la película para interpretar a Mason. El 12 de noviembre, Mehdi Dehbi se unió a la película para interpretar a Sultan Mansoor.

### Filmación
La filmación empezó el 24 de octubre de 2014 en Londres, y terminó en febrero de 2015. Se estrenó el 4 de marzo de 2016 por Focus Features. También cabe destacar, que, además de en Londres, la filmación de la película tuvo lugar en otras localizaciones de Inglaterra como Langley Park en Berkshire. También se filmó en Bulgaria, concretamente en Sofía y en los New Boyana Film Studios. Finalmente la película se rodó también en la India.

## Recepción
London Has Fallen ha recibido críticas mixtas por parte de expertos y círculos de críticos. En el portal de internet Rotten Tomatoes, la película posee una calificación de 24%, basada en 162 reseñas, con una puntuación de 3.8/10 por parte de la crítica, sin embargo la audiencia le ha dado una calificación de 61%, basada en más de 27 000 usuarios, con una puntuación de 3.5/5. La página Metacritic le ha dado a la película una puntuación de 38 de 100, basada en 35 críticas, indicando "reseñas generalmente desfavorables". En el sitio IMDb los usuarios le han dado una puntuación de 5.9/10, sobre la base de más de 44000 votos.